# Binh pháp Tôn Tẫn
Tôn Tẫn binh pháp còn gọi là Tề Tôn Tẫn binh pháp, là một trong các quyển binh pháp nổi tiếng do Tôn Tẫn, một danh tướng nước Tề thời Chiến Quốc xưa viết. Tôn Tẫn binh pháp đôi khi còn gọi là Tôn tử binh pháp nhưng không phải là Tôn Tử binh pháp (do Tôn Tử viết). (Ở đây Tôn nghĩa là họ Tôn, còn tử (子) nghĩa là bậc thầy như tử trong Khổng Tử, Mạnh Tử).

## Lịch sử
Sau khi giúp nước Tề (Nước Tề thời Chiến Quốc nay là tỉnh Sơn Đông), Tôn Tẫn sống ẩn dật, sách bị thất truyền lâu nên người đời có nhiều tranh cãi.
Năm 1972 tại núi Ngân Tước - Sơn Đông, người ta khai quật được một số tài liệu lục thao, binh pháp Tôn tử..., nhưng bị hư hại gần hết. Tôn Tẫn binh pháp đáng ra có 89 thiên thì chỉ còn 30 thiên đọc được, tổng cộng bộ binh thư này có hơn 2000 chữ. Tôn Tẫn viết dạy cho binh lính, tướng sĩ Tề quốc. Bộ binh pháp này kế thừa, phát triển Tôn Tử binh pháp nhưng nó tiến bộ hơn. Bộ Tôn Tẫn binh pháp và Tôn Tử binh pháp tập họp lại thành Tôn gia chỉ đạo. Tôn Tử binh pháp có 18 thiên còn chúng ta chỉ biết 13 thiên. Tư Mã Thiên dựa vào 5 thiên cuối để viết về Tôn Tử trong "Sử ký".